# Rättighetsalliansen
Rättighetsalliansen (Rättighetsalliansen Europa AB) är ett svenskt företag bildat 2011 som företräder rättighetshavare. Bakom Rättighetsalliansen står de tidigare medarbetarna på Antipiratbyrån.
Rättighetsalliansen företräder bland andra Noble Entertainment, Nordisk Film och Svensk Filmindustri men anlitas även av utländska uppdragsgivare.